# 10280 Yequanzhi
10280 Yequanzhi eller 1981 EA43 är en asteroid i huvudbältet som upptäcktes den 2 mars 1981 av den amerikanska astronomen Schelte J. Bus vid Siding Spring-observatoriet. Den är uppkallad efter den kinesiska astronomen Ye Quanzhi.
Den tillhör asteroidgruppen Nysa.